# Sant Basili d'Ancira
|  | No s'ha de confondre amb Basili d'Ancira. |

Basili d'Ancira (Ancira, Galàcia, s. IV - Cesarea de Palestina, 29 de juny de 362) fou prevere d'Ancira (actual Ankara, Turquia). Donà suport al bisbe Marcel contra els arrians, fins i tot quan Marcel fou desterrat per l'emperador Constanci II en 336. Els arrians, cap al 360, van intentar impedir que Basili oficiés amb el ritu catòlic, però ell continuà fent-ho i defensant la fe catòlica. Fou detingut i portant davant Julià l'Apòstata, jutjat i torturat, i, dut a Cesarea de Palestina va ésser executat el 363. La seva festa se celebra el 22 de març.